# Prêmio Leroy P. Steele
O Prêmio Leroy P. Steele (em inglês: Leroy P. Steele Prize) é oferecido pela American Mathematical Society do legado de Leroy P. Steele desde 1970, pela memória de George David Birkhoff, William Fogg Osgood e William Caspar Graustein. De 1970 a 1976 o prêmio foi concedido pela publicação de um artigo destaque. Desde 1979 o prêmio foi dividido em três categorias, que desde 1993 são oficialmente denominadas:
- Leroy P. Steele Prize for Seminal Contribution to Research (Contribuição Fundamental à Investigação Científica)
- Leroy P. Steele Prize for Lifetime Achievement (Carreira)
- Leroy P. Steele Prize for Mathematical Exposition (Divulgação da matemática)

## Agraciados até 1992[1]
| Ano  | Nome                                                                                     |
| ---- | ---------------------------------------------------------------------------------------- |
| 1970 | Solomon Lefschetz                                                                        |
| 1971 | James Baldwin Carrell, Jean Dieudonné e Phillip Griffiths                                |
| 1972 | Edward Baldwin Curtis, William John Ellison, Lawrence Edward Payne e Dana Scott          |
| 1973 | não concedido                                                                            |
| 1974 | não concedido                                                                            |
| 1975 | Lipman Bers, Martin Davis, Herbert Blaine Lawson, George Mackey e Joseph Lawrence Taylor |
| 1976 | não concedido                                                                            |
| 1977 | não concedido                                                                            |
| 1978 | não concedido                                                                            |
| 1979 | Joseph Kohn, Hans Lewy, Salomon Bochner, Antoni Zygmund e Robin Hartshorne               |
| 1980 | Gerhard Hochschild, André Weil e Harold Edwards                                          |
| 1981 | Eberhard Hopf, Oscar Zariski, Nelson Dunford e Jacob Theodore Schwartz                   |
| 1982 | John Milnor, Fritz John e Tsit Yuen Lam                                                  |
| 1983 | Stephen Kleene, Shiing-Shen Chern e Paul Halmos                                          |
| 1984 | Lennart Carleson, Joseph Leo Doob e Elias Stein                                          |
| 1985 | Robert Steinberg, Hassler Whitney e Michael Spivak                                       |
| 1986 | Rudolf Kalman, Saunders Mac Lane e Donald Knuth                                          |
| 1987 | Herbert Federer, Wendell Fleming, Samuel Eilenberg e Martin Gardner                      |
| 1988 | Gian-Carlo Rota, Deane Montgomery e Sigurdur Helgason                                    |
| 1989 | Alberto Calderón, Irving Kaplansky e Daniel Gorenstein                                   |
| 1990 | Bertram Kostant, Raoul Bott e Robert Richtmyer                                           |
| 1991 | Eugenio Calabi, Armand Borel e François Treves                                           |
| 1992 | James Glimm, Peter Lax e Jacques Dixmier                                                 |

## Agraciados desde 1993
| Ano  | Contribuição Fundamental à Investigação Científica           | Carreira                            | Divulgação da matemática                                           |
| ---- | ------------------------------------------------------------ | ----------------------------------- | ------------------------------------------------------------------ |
| 1993 | George Mostow                                                | Eugene Dynkin                       | Walter Rudin                                                       |
| 1994 | Louis de Branges de Bourcia                                  | Louis Nirenberg                     | Ingrid Daubechies                                                  |
| 1995 | Edward Nelson                                                | John Tate                           | Jean-Pierre Serre                                                  |
| 1996 | Daniel Stroock e S. R. Srinivasa Varadhan                    | Goro Shimura                        | Bruce Berndt e William Fulton                                      |
| 1997 | Mikhael Leonidovich Gromov                                   | Ralph Phillips                      | Anthony Knapp                                                      |
| 1998 | Herbert Wilf e Doron Zeilberger                              | Nathan Jacobson                     | Joseph Hillel Silverman                                            |
| 1999 | Michael Crandall e John Forbes Nash Jr.                      | Richard Kadison                     | Serge Lang                                                         |
| 2000 | Barry Mazur                                                  | Isadore Singer                      | John Conway                                                        |
| 2001 | Leslie Greengard e Vladimir Rokhlin                          | Harry Kesten                        | Richard Peter Stanley                                              |
| 2002 | Mark Goresky e Robert MacPherson                             | Michael Artin e Elias Stein         | Yitzhak Katznelson                                                 |
| 2003 | Ronald Jensen e Michael Morley                               | Ronald Graham e Victor Guillemin    | John Garnett                                                       |
| 2004 | Lawrence Craig Evans e Nicolai Krylov                        | Cathleen Synge Morawetz             | John Milnor                                                        |
| 2005 | Robert Langlands                                             | Israel Gelfand                      | Branko Grünbaum                                                    |
| 2006 | Clifford Gardner, John Greene, Martin Kruskal e Robert Miura | Frederick Gehring e Dennis Sullivan | Lars Hörmander                                                     |
| 2007 | Karen Uhlenbeck                                              | Henry McKean                        | David Mumford                                                      |
| 2008 | Endre Szemerédi                                              | George Lusztig                      | Neil Trudinger                                                     |
| 2009 | Richard Hamilton                                             | Luis Caffarelli                     | Ian Macdonald                                                      |
| 2010 | Robert Griess                                                | William Fulton                      | David Eisenbud                                                     |
| 2011 | Ingrid Daubechies                                            | John Milnor                         | Henryk Iwaniec                                                     |
| 2012 | William Thurston                                             | Ivo Babuška                         | Michael Aschbacher, Richard Lyons, Steven D. Smith, Ronald Solomon |
| 2013 | Saharon Shelah                                               | Yakov Sinai                         | John Guckenheimer, Philip Holmes                                   |
| 2014 | Luis Caffarelli, Robert Kohn e Louis Nirenberg               | Phillip Griffiths                   | Dmitri Burago, Yuri Burago e Sergei Ivanov                         |
| 2015 | Rostislav Grigorchuk                                         | Victor Kac                          | Robert Lazarsfeld                                                  |
| 2016 | Andrew Majda                                                 | Barry Simon                         | David Archibald Cox, John Little e Donal O’Shea                    |
| 2017 | Leon Simon                                                   | James Arthur                        | Dusa McDuff e Dietmar Arno Salamon                                 |
| 2018 | Sergey Fomin e Andrei Zelevinsky                             | Jean Bourgain                       | Martin Aigner e Günter Matthias Ziegler                            |
| 2019 | Haruzo Hida                                                  | Jeff Cheeger                        | Philippe Flajolet (póstumo) e Robert Sedgewick                     |
| 2020 | Craig Tracy e Harold Widom                                   | Karen Uhlenbeck                     | Martin Bridson e André Haefliger                                   |
| Ano  | Contribuição Fundamental à Investigação Científica           | Carreira                            | Divulgação da matemática                                           |